# Attentat du Foyot
L'attentat du Foyot est une attaque à la bombe menée le 4 avril 1894 à Paris contre le restaurant Foyot, situé 33 rue de Tournon, à cinquante mètres du Sénat français. Cet attentat, qui prend place pendant l'Ère des attentats (1892-1894) blesse quatre personnes, dont les anarchistes Laurent Tailhade et Julia Miahle, lorsqu'une bombe dissimulée dans un pot de fleurs explose. Il suit l'attentat de la Madeleine. 
L'identité de l'auteur ou le mobile de cet attentat restent inconnus, la police ayant à l'époque favorisé l'idée d'un attentat anarchiste peut-être commis par Félix Fénéon, Louis Matha ou Paul Delesalle visant un lieu lié au Sénat français, sans réel succès. Une vengeance passionnelle visant Tailhade est également soutenue, bien qu'une telle hypothèse semble peu probable. Selon Philippe Oriol, les hypothèses les plus probables sont qu'il s'agit ou bien d'un complot policier des autorités françaises contre Tailhade visant à légitimer la répression anti-anarchiste ou d'une attaque lancée par l'Okhrana, la police secrète de l'Empire russe, active dans le terrorisme à Paris à cette période et cherchant à provoquer des troubles en France.

## Histoire

### Contexte
Au XIXe siècle, l'anarchisme naît et se constitue en Europe avant de se propager. Les anarchistes défendent la lutte contre toutes formes de domination perçues comme injustes, en premier lieu la domination économique, avec le développement du capitalisme. Ils sont particulièrement opposés à l'État, vu comme l'organisation permettant d'entériner ces dominations au travers de sa police, son armée et sa propagande.

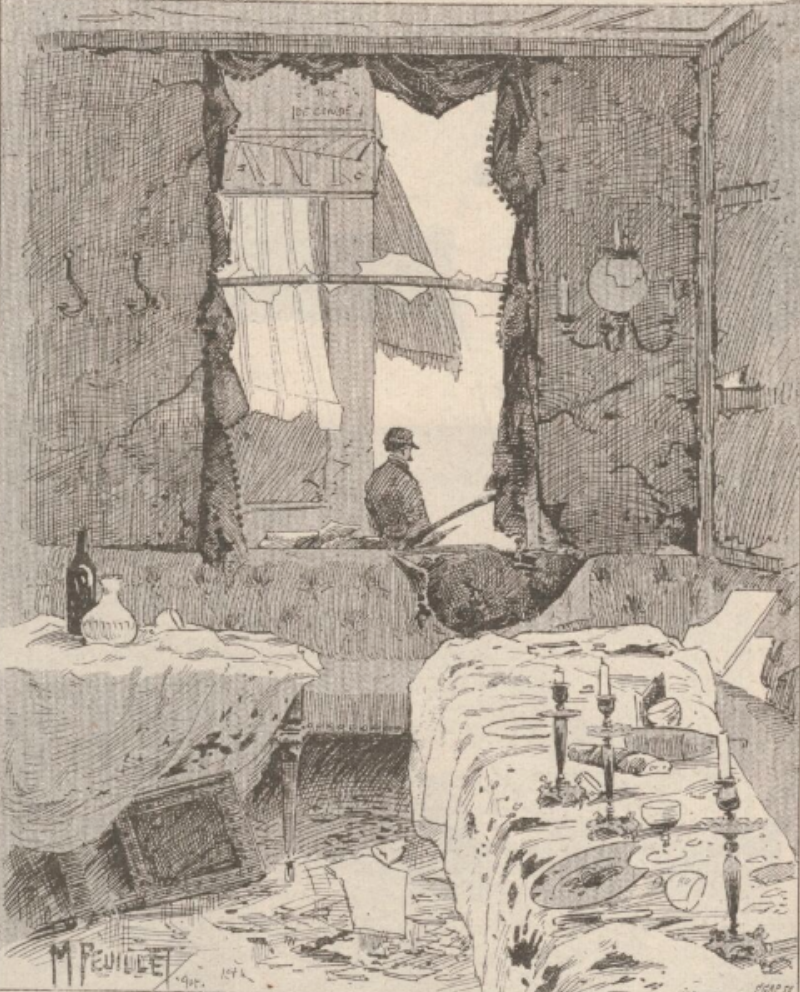
Suites de l'attentat du Foyot dans Le Monde illustré (14 avril 1894)

Les anarchistes se radicalisent en réponse à différents événements, surtout la fusillade de Fourmies où l'armée tire sur des manifestants et l'affaire de Clichy, où trois anarchistes sont arrêtés, battus avec des sabres et privés d'eau et de soins pendant un certain temps avant d'être jugés dans un procès très dur. Cette radicalisation mène certains d'entre eux à choisir de s'engager dans une politique de rapport de force avec l'État au travers d'une politique d'attaques terroristes. Après l'attentat du Boulevard Saint-Germain et celui de Clichy (mars 1892), leur principal auteur, Ravachol, est exécuté par les autorités. Cette situation radicalise le militant anarchiste Émile Henry, qui commence ensuite une série d'attentats, comme l'attentat de Carmaux-Bons Enfants (novembre 1892). En décembre 1893, Auguste Vaillant effectue l'attentat de l'Assemblée nationale, où il vise le centre du pouvoir politique français. Après cette attaque, plusieurs journalistes rendent visite à Laurent Tailhade et Pierre Martinet, deux militants anarchistes qui sont en train de dîner ensemble. Ils soutiennent tous deux l'attentat, qui vise des députés impopulaires et n'a pas fait de morts,.
Par ailleurs, le restaurant Foyot, situé 33 rue de Tournon, à cinquante mètres du Sénat français, est un établissement fondé par un ancien cuisinier du roi Louis-Philippe, Nicolas Foyot.

### Attentat
Le 4 avril 1894, alors que Tailhade dîne avec sa compagne, Julia Miahle, quelqu'un pose une bombe sur le rebord de la fenêtre proche d'eux, qui donne sur la rue de Condé. Celle-ci est dissimulée dans un pot de fleurs et explose peu après dans le restaurant, après huit heures cinquante, blessant plusieurs personnes dont Tailhade, qui est blessé grièvement. L'attentat n'est pas revendiqué.

### Suites
Tailhade perd un œil après des semaines de convalescence. L'attentat provoque les moqueries de L'Écho de Paris, qui considère qu'il s'agit d'un attentat anarchiste et donc d'une situation amusante où un anarchiste est ciblé par un attentat anarchiste. 

## Analyse

### Hypothèses
Il reste très difficile d'évaluer précisément ce qu'il se produit pendant cet attentat : la police et les autorités françaises soutiennent qu'il s'agit d'un attentat anarchiste et suspectent au moins officiellement Félix Fénéon, Louis Matha ou Paul Delesalle de l'avoir commis. Malgré cela, aucune mise en accusation ou preuve ne semble prouver leur implication outre mesure, le seul élément éventuellement suspect est que Delesalle quitte Paris peu après l'attentat et déclare le faire pour éviter l'attention médiatique. De plus, le fait que l'attentat a lieu dans la soirée d'un jour où le Sénat n'est pas en session, et donc où aucun sénateur ne se rendra au restaurant, rend l'hypothèse d'un attentat anarchiste douteuse, selon Philippe Oriol.
D'autres hypothèses de l'époque, surtout dans la presse, soutiennent qu'il s'agirait plutôt d'une vengeance sentimentale de la part d'une ancienne relation de Tailhade, mais cela semble très improbable pour Oriol et est plutôt une rumeur lancée par Gabriel Randon.
En réalité, selon Tailhade, dont l'hypothèse ne paraît pas invraisemblable à l'historien, il pourrait s'agir d'un attentat policier. Le fait que la bombe ne cible pas réellement les sénateurs, qu'elle soit faite de manière à ne pas être aussi léthale qu'elle pourrait être - ne blessant que ses victimes, que la police ne recherche pas les auteurs de l'attaque avec entrain indiquerait dans ce cas qu'il s'agirait d'un attentat policier destiné à légitimer le vote prochain de la troisième loi scélérate, alors en cours de rédaction.
Une deuxième hypothèse envisageable est relevée par Oriol, qui note que Piotr Ratchkovski, chef de bureau de l'Okhrana à Paris, la police secrète de l'Empire russe à Paris, semble vouloir entreprendre des actions terroristes en France pendant la période de l'Ère des attentats (1892-1894). L'attentat du Foyot serait alors éventuellement une attaque destinée à accroître les troubles politiques en France pendant cette période.